# Papa Zaharia
Papa Zaharia (n. 679 d.Hr., Santa Severina, Calabria, Italia – d. 15 martie 752 d.Hr., Roma, Imperiul Roman de Răsărit) a fost Papă al Romei în anii 741-752.
Papa Zaharia provine dintr-o familie de greci așezați în Calabria, la Santa Severina (KR). Conform "Liber Pontificalis", Papa Zaharia a fost fiul lui Polichronius. După moartea predecesorului său, Papa Grigore al III-lea la 29 noiembrie 742, Zaharia a fost ales papă pe 5 decembrie 742.
Prin harul și înțelepciunea sa, papa Zaharia a reușit să evite atacurile și cuceririle lombarde. Papa Zaharia înființat trei dieceze în Germania, a restaurat mai multe biserici la Roma și a extins în mod considerabil autoritatea papală. 
Papa Zaharia a tradus din latină în greacă dialogurile papei Grigore I cel Mare, cunoscut și ca „Grigore Dialogul”.